# 노전암 대웅전
노전암 대웅전(露田庵 大雄殿)은 대한민국 경상남도 양산시 하북면, 노전암에 있던 대웅전이다. 
1982년 8월 2일 경상남도의 유형문화재 제202호로 지정되었으나, 2014년 8월 7일 문화재 지정이 해제되었다.

## 개요
노전암은 신라시대에 원효대사가 천성산 계곡에 세운 내원사의 암자 중 하나이다. 세워진 시기는 알 수 없으나 조선 후기 순조(재위 1800∼1834) 때 태희선사가 보수했다고 전한다.
앞면 3칸·측면 2칸으로 지붕 옆모습이 사람 인(人)자 모양인 맞배지붕으로 되어있다. 일반적으로 건물 옆면에 큰 기둥 2개를 세우나 노전암은 건물 뒷면에만 큰 기둥을 세웠다. 기둥 위에서 지붕을 받치는 공포의 모양에도 장식을 첨가했다.
짜여진 구조가 변형되고 공포의 장식적 표현이 조선 말기의 양식이다.

## 문화재 지정 해제
2014년 4월 1일 20:14분경 화재가 발생하여 전문가 현지조사 결과, 대웅전의 전소로 재사용 가능한 재목이 거의 없고 문화재 복원이 불가능한 것으로 확인되어 문화재의 가치가 상실되어, 2014년 8월 7일 문화재 지정이 해제되었다.

## 복원
2017년 4월 8일 복원을 통해 다시 옛 모습을 되찾아 완공을 기념하는 낙성식이 개최되었다.

## 참고 자료
- 노전암 - 국가유산청 국가유산포털